# Giovanni I (vescovo di Benevento)
Giovanni I (IX secolo – 928) è stato un vescovo italiano, vescovo di Benevento dal 914 al 928.

## Biografia
Secondo gli «Annales Beneventani» l'episcopato di Giovanni durò 14 anni e 5 mesi, dal 915 al 928.
Null'altro si conosce di questo vescovo.